# Nguyễn Văn Khánh (trung tướng)
Nguyễn Văn Khánh (sinh ngày 19 tháng 9 năm 1959) là Trung tướng Quân đội nhân dân Việt Nam và chính trị gia người Việt Nam. Ông hiện là Ủy viên Ủy ban Tư pháp của Quốc hội khóa 14 và Đại biểu quốc hội Việt Nam khóa 14 nhiệm kì 2016-2021, thuộc đoàn đại biểu quốc hội tỉnh Bình Dương. Ông nguyên là Phó Viện trưởng Viện kiểm sát nhân dân tối cao, nguyên Viện trưởng Viện kiểm sát quân sự Trung ương. Ông đã trúng cử đại biểu quốc hội năm 2016 ở đơn vị bầu cử số 3, tỉnh Bình Dương (gồm có Bến Cát, Dầu Tiếng, Bàu Bàng, Phú Giáo, Bắc Tân Uyên) với tỉ lệ 69,71% số phiếu hợp lệ.

## Xuất thân
Nguyễn Văn Khánh sinh ngày 19 tháng 9 năm 1959 quê quán ở xã Kinh Kệ, huyện Lâm Thao, tỉnh Phú Thọ. 
Ông hiện cư trú tại quận Long Biên, Hà Nội.
Ông có 2 con gái

## Giáo dục
- Giáo dục phổ thông: 10/10
- Tốt nghiệp Kỹ sư Xây dựng Công trình quân sự tại Học viện Kỹ thuật Quân sự năm 1982;
- Tốt nghiệp Cử nhân Luật tại Đại học Luật Hà Nội;
- Cao cấp lí luận chính trị

## Sự nghiệp
Nguyễn Văn Khánh gia nhập Đảng Cộng sản Việt Nam vào ngày 20/3/1981.
Ngày 13 tháng 4 năm 2015, Chủ tịch nước Việt Nam Trương Tấn Sang ký Quyết định bổ nhiệm chức danh Kiểm sát viên Viện kiểm sát nhân dân tối cao cho Nguyễn Văn Khánh, Phó Viện trưởng VKSNDTC, Viện trưởng VKSQS Trung ương.
Khi ứng cử đại biểu Quốc hội Việt Nam khóa 14 vào tháng 5 năm 2016, Nguyễn Văn Khánh đang là Đảng ủy viên Đảng bộ Tổng cục Chính trị, Bí thư Đảng ủy Cơ quan Viện kiểm sát quân sự Trung ương, Ủy viên Ban Cán sự Đảng, Phó Viện trưởng Viện kiểm sát nhân dân tối cao, Thiếu tướng, Viện trưởng Viện kiểm sát quân sự Trung ương, làm việc ở Viện kiểm sát quân sự Trung ương, Tổng cục Chính trị Quân đội nhân dân Việt Nam.
Nguyễn Văn Khánh đã trúng cử đại biểu quốc hội năm 2016 ở đơn vị bầu cử số 3, tỉnh Bình Dương (gồm có Bến Cát, Dầu Tiếng, Bàu Bàng, Phú Giáo, Bắc Tân Uyên) với tỉ lệ 69,71% số phiếu hợp lệ.
Năm 2018, Nguyễn Văn Khánh được thăng quân hàm Trung tướng Quân đội nhân dân Việt Nam.
Từ ngày 1 tháng 10 năm 2019, ông thôi giữ chức vụ Phó Viện trưởng Viện kiểm sát nhân dân tối cao và Viện trưởng Viện kiểm sát quân sự trung ương.